# Vuollerim
Vuollerim, på lulesamiska Vuolleriebme, är en tätort i Vuollerims distrikt (Jokkmokks socken) i Jokkmokks kommun. Vuollerim ligger vid sammanflödet av Lilla och Stora Lule älv. Ortnamnet härleds från lulesamiska vuolle (nedre) och riebme, vilket syftar på en plats i en älv där vattnet strömmar snabbt, dock utan att forsa, ett sel.

## Historia
Vuollerim blev känd för de arkeologiska fynd som upptäcktes 1983  tre kilometer nordväst om tätorten, Vuollerimboplatsen.  Fynden gjordes av arkeologer som konstaterade att platsen varit bebodd sedan stenåldern och fynden daterades till 6000 år. Ett museum byggdes upp, Vuollerim 6000 år.  
Det första nybygget i Vuollerim utsynades 1755 av komminister Jonas Högling från Ljustorp i Västernorrlands län. Nybygget anlades sedan 1756 och dess bostad ska ha förlagts till en plats "150 alnar från älven på norra sidan av en liten tjärn"  Denna Högling har Carl von Linné ondgjort sig över när han var på den Lappländska resa 1732. "… att en så stor envishet och gement resonerande skulle finnas uti en präst …"Vuollerim har sedan mitten på 1700-talet haft fast befolkning, men det var först i samband med Vattenfalls byggnation av kraftverksdammen Porsi 1956–1961 som en större befolkningstillväxt ägde rum. 
Vuollerims kyrka uppfördes 1958. Vuollerims församling var under perioden 1962–2005 egen församling inom svenska kyrkan, men ingår sedan 2006 i Jokkmokks församling.

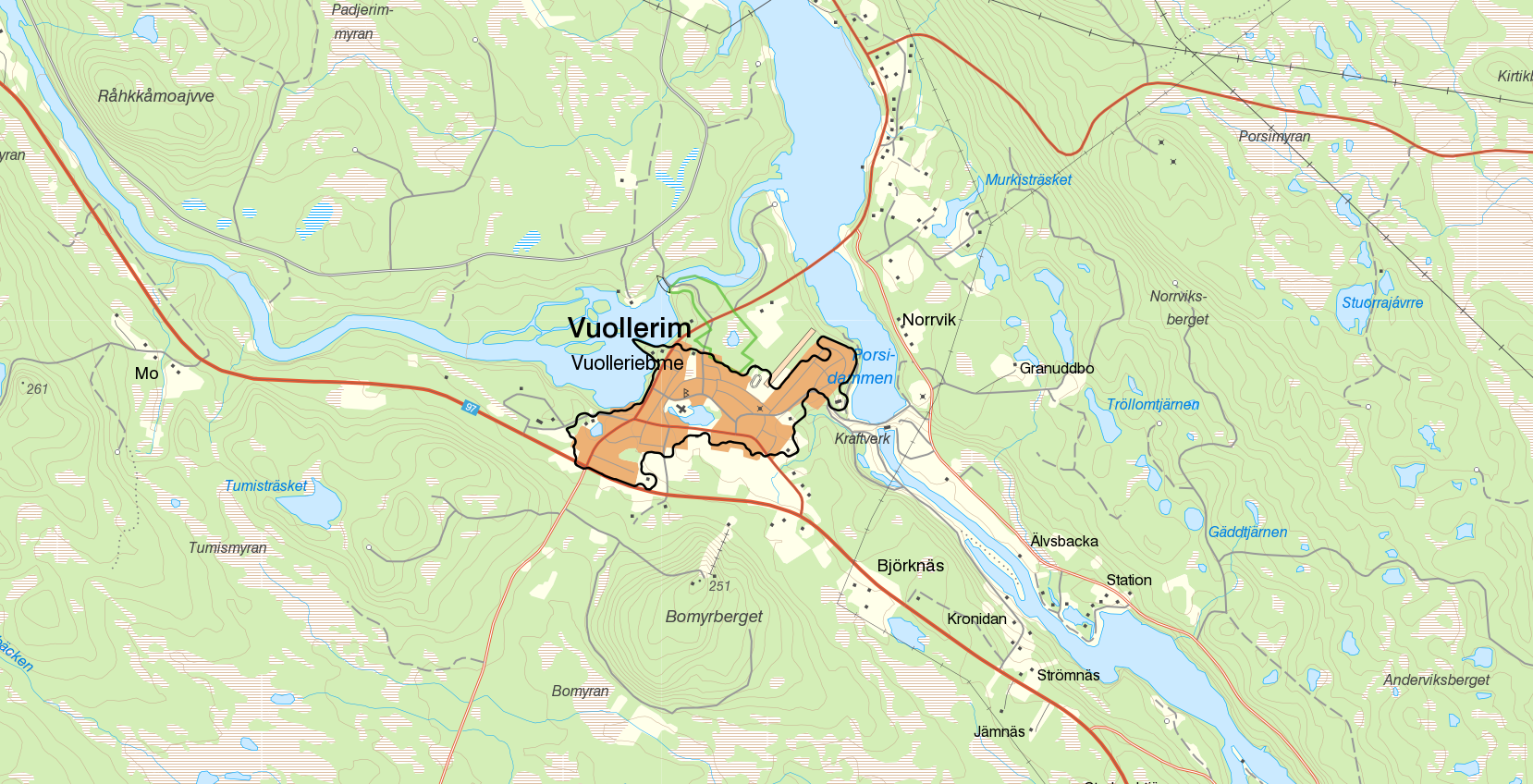
Den av Statistiska centralbyrån avgränsade tätorten Vuollerim med gränserna från tätortsavgränsningen 2015.

### Befolkningsutveckling
| Befolkningsutvecklingen i Vuollerim 1950–2020 | Befolkningsutvecklingen i Vuollerim 1950–2020 | Befolkningsutvecklingen i Vuollerim 1950–2020 | Befolkningsutvecklingen i Vuollerim 1950–2020 | Befolkningsutvecklingen i Vuollerim 1950–2020 |
| --- | --------------------------------------------- | --------------------------------------------- | --------------------------------------------- | --------------------------------------------- |
| |                                               |                                               |                                               |                                               |
| År |                                               |                                               | Folkmängd                                     | Areal (ha)                                    |
| 1950 | 1950                                          |                                               | 310                                           | ##                                            |
| 1960 | 1960                                          |                                               | 1 600                                         | 140                                           |
| 1965 | 1965                                          |                                               | 1 587                                         | 143                                           |
| 1970 | 1970                                          |                                               | 1 242                                         | 150                                           |
| 1975 | 1975                                          |                                               | 1 156                                         | 140                                           |
| 1980 | 1980                                          |                                               | 1 121                                         | 203                                           |
| 1990 | 1990                                          |                                               | 1 018                                         | 196                                           |
| 1995 | 1995                                          |                                               | 921                                           | 197                                           |
| 2000 | 2000                                          |                                               | 841                                           | 197                                           |
| 2005 | 2005                                          |                                               | 800                                           | 196                                           |
| 2010 | 2010                                          |                                               | 732                                           | 202                                           |
| 2015 | 2015                                          |                                               | 683                                           | 144                                           |
| 2016 | 2016                                          |                                               | 684                                           | 144##                                         |
| 2020 | 2020                                          |                                               | 623                                           | 144                                           |
| Anm.: ## Som tätort/befolkningsagglomeration 1920–1950. ## Arean 31 december 2016, 2017 och 2018 fortsatt samma som avgränsades som tätort 2015. |                                               |                                               |                                               |                                               |

## Samhället
I Vuollerim finns vårdcentral, äldreomsorg, bibliotek, barnomsorg och skola. Privat service och handel som post, livsmedel- och diversehandel, däckverkstad, frisersalong, tryckeri, skoterverkstad och skoterhandlare, bilverkstad, biograf, hotell- och restaurangverksamhet.
Porsi vattenkraftverk med Vattenfalls driftkontor för stora delar av Lule älv ligger på orten.

## Kommunikation
Bussar passerar orten med Länstrafiken Norrbottens linje 43 (Jokkmokk–Murjek), linje 44 (Gällivare–Jokkmokk–Boden–Luleå) samt under viss del av året med linje 94 (Murjek– Jokkmokk–Kvikkjokk). Järnvägsstation vid malmbanan finns i Murjek, 18 km från orten. Närmaste flygplatser är Luleå Airport (130 km) och Gällivare Lapland Airport (140 km). Ett litet flygfält för sportplan finns i direkt anslutning till idrottsanläggningen Rimvallen.

## Näringsliv
Näringslivet i området består idag av lokala entreprenörer, vattenkraftsunderhåll och driftarbete, turistföretagare och handel. Vattenfall är en av ortens största arbetsgivare. Vuollerim blev riksbekant genom den grupp som flyttade in och kallas Verklighetens Center och senare  Stiftelsen Verklighetens Center. Efter en artikelserie i länstidningar, kvällstidningarna hade uppmärksammat dem och att Uppdrag granskning belyste gruppens arbetssätt som liknades vid en sekt. Därefter kom boken Sekter, hemliga sällskap och domedagsprofeter i Sverige och världen, där gruppen fick ett långt kapitel.  
Hotell- och restaurang, turistföretag och friskola drivs i dag i olika företagsformer.

## Kultur och utbildning
Den kommunala grundskolan Vuollerimskolan har undervisning till och med årskurs 5, medan den år 2010 startade Vuollerims Friskola har undervisning i årskurserna 6–9.
I Vuollerim finns flera lokala musikgrupper, nyårsrevy och ungdomsmusikal. Musikföreningen OLIV var verksam 1994–1998 och drevs av musikintresserade ungdomar. 
Det arkeologiska museet Vuollerim 6000 Natur och Kultur visar fynd från de 6000 år gamla boplatserna på närliggande Älvnäset vid sammanflödet av Stora och Lilla Luleälvarna. Besökare kan se ett bildspel och utställningen "En Vision av Forntiden", prova på att göra upp eld och bågskytte och besöka stenåldershuset på museiområdet. På museiområdet finns även en örtagård med sådana medicinalväxter, som kan ha använts av jägare och samlare på Älvnäset för 6000 år sedan. 
Försvarsmuseet Victoriafortet på Bomyrberget är ett fort från kalla kriget för att försvara vattenkraftverket i Porsi. Fortets 15,2 centimeters dubbelkanon, tidigare på pansarskeppet Drottning Victoria, kan skjuta 17 kilometer, och granaterna vägde 49 kilogram. Fortet ligger 36 meter ned i berget och man måste ta sig igenom sex gas- och stötvågssäkra dörrar för att komma in. Fortet ansågs även vara kärnvapensäkert. Fortet är sedan 2004 ett statligt byggnadsminne.

## Föreningsliv

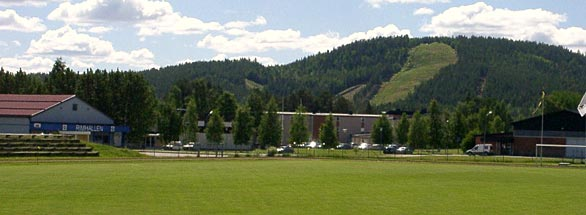
Bomyrberget i bakgrunden och till vänster Rimhallen sedd från Rimvallens gräsplan.

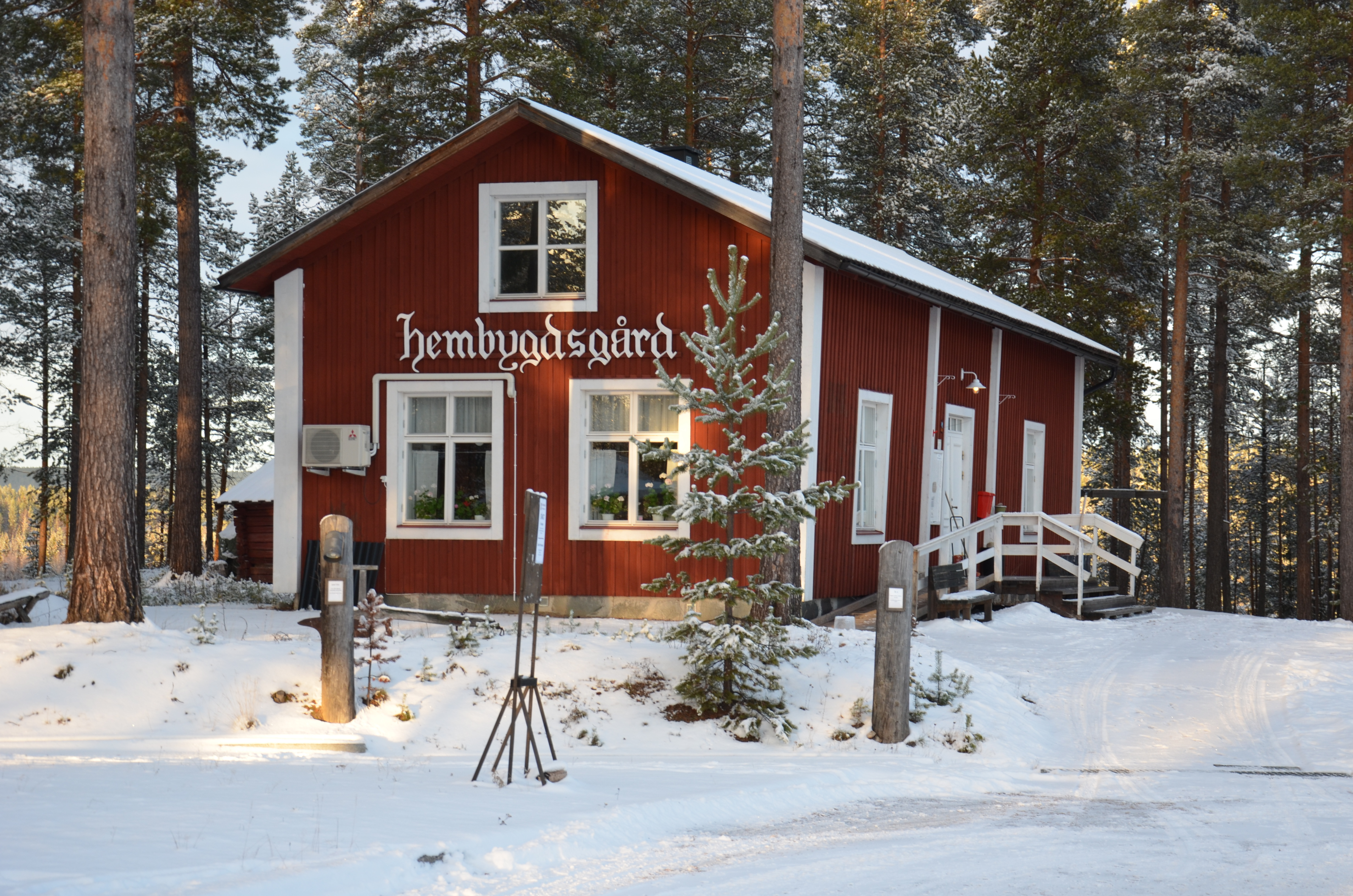
Vuollerims hembygdsgård.

1927 bildades Vuollerims SK. Den har verksamhet inom längdskidor och alpint. Sportklubben driver en liftanläggning på Bomyrsberget med tillhörande utförsåkningsbacke. Backen har två gröna nedfarter på totalt 2150 meter och en högsta fallhöjd på 148 meter och en snowboardpark (halfpipe som är 100 meter lång och 14 meter bred och rails och boxar av alla sorter). Dessutom sköter klubben en 14 km lång elljusspårsslinga för längdskidåkning, samt Dalstugan fiket och Rimhallen, en idrottsanläggning för inomhussporter. I Vuollerim finns även utomhusfotbollsarenan Rimvallen. 
Vuollerims Ridklubb bildades 1988 och bedriver verksamhet i Murkisträsk som ligger 3 kilometer från byn. Även karting och skytte utövas inom föreningar på orten.
Byggnadsföreningen Folkets Hus i Vuollerim äger och driver Folkets Hus med biograf och föreningslokaler.
Vuollerims hembygdsförening äger Vuollerims hembygdsgård och Gamla telegrafen.

## Omgivningen
Runt Vuollerim finns småorterna Murjek, Porsi, Kuouka, Kalludden, Storbacken, Padjerim, Kåikul och Sudok. Två mil norr om Vuollerim ligger det stora myrområdet Vuoskunáhpe. Jokkmokk ligger cirka 38 kilometer nordväst om Vuollerim och är kommunens centralort.

## Bilder

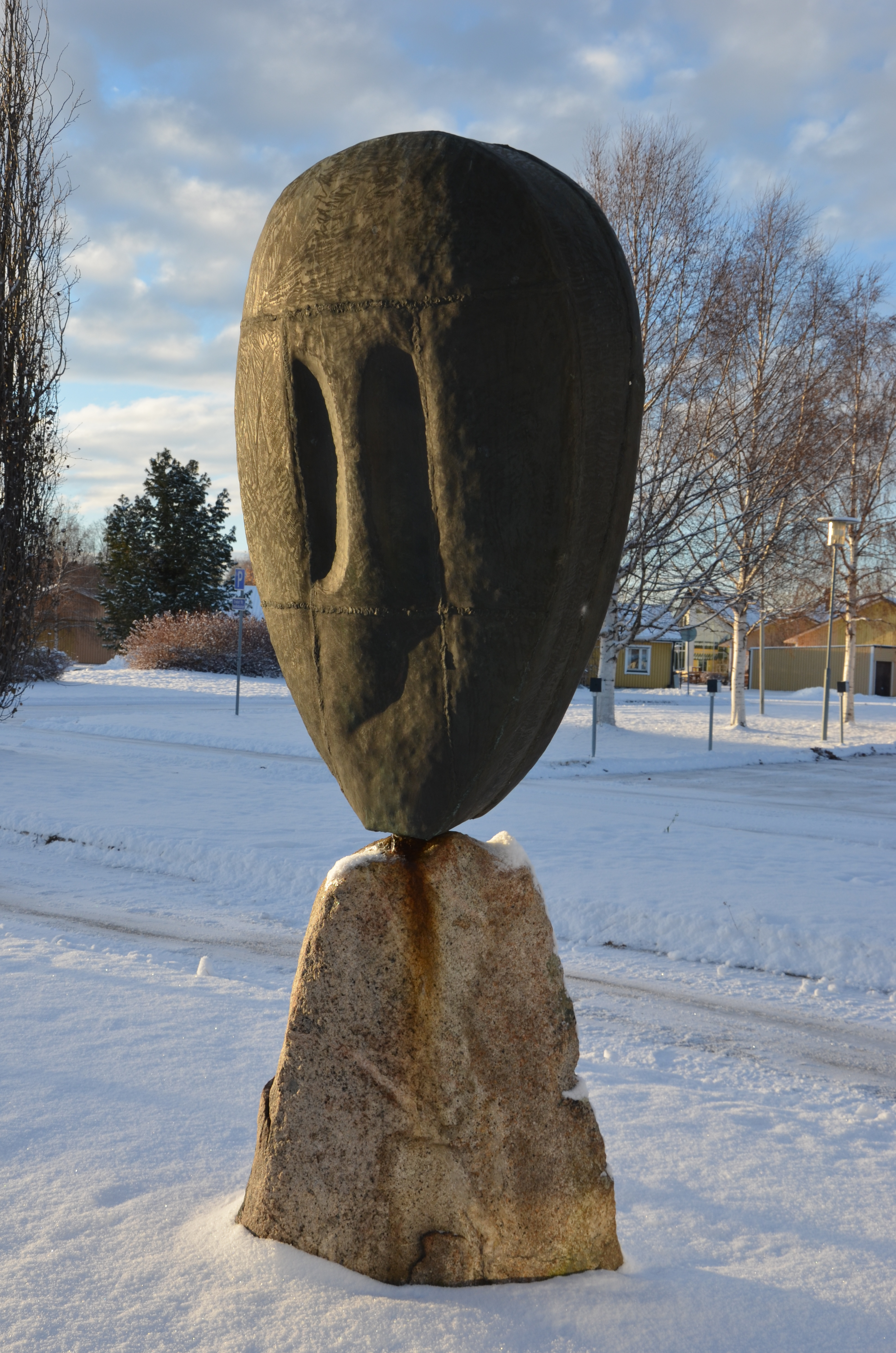
Spåtrummans tecken av Runo Lette utanför Vattenfalls kontor.
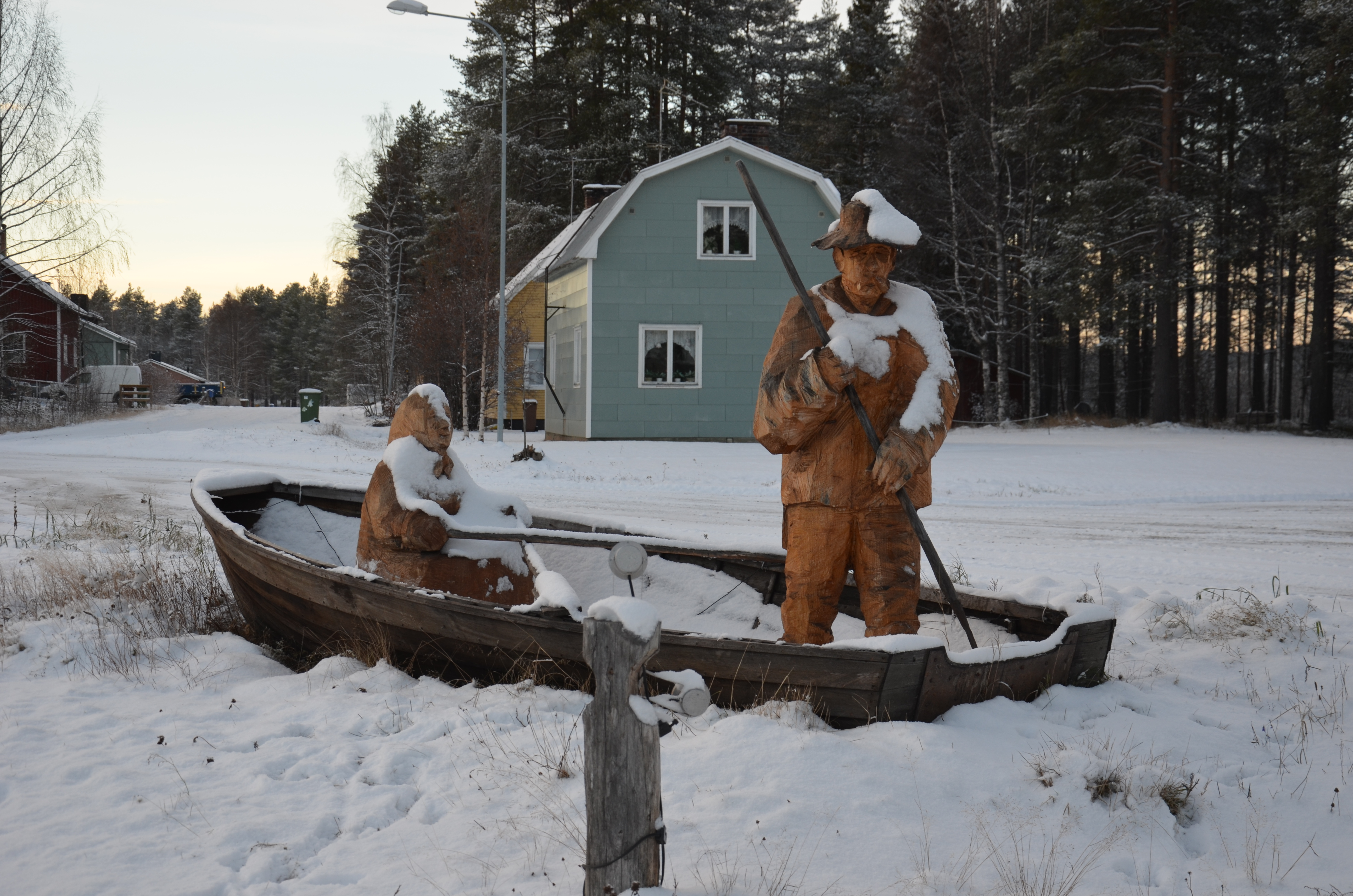
Skulptur i Vuollerims centrum.
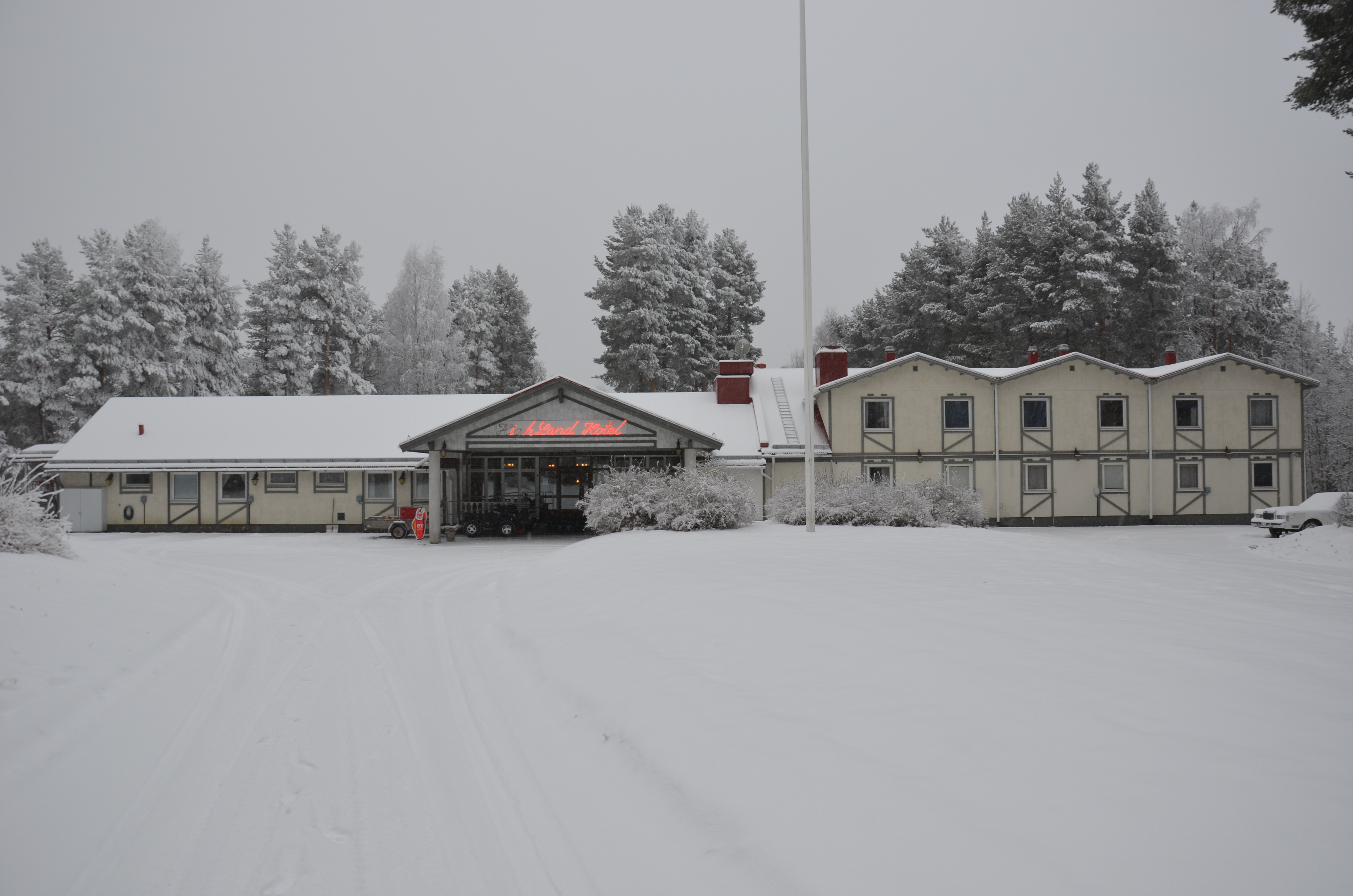
Highland Hotell.
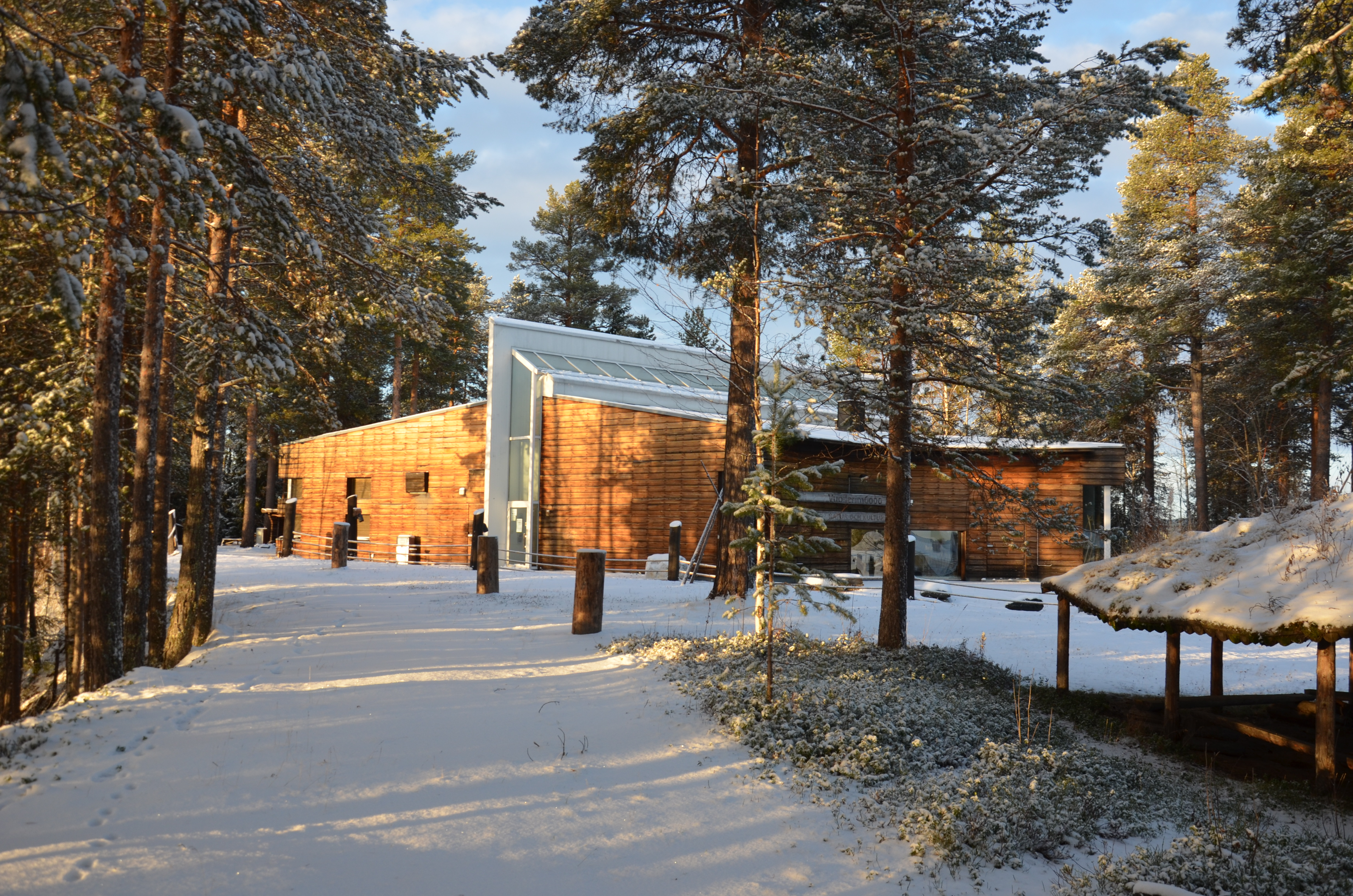
Det arkeologiska museet Vuollerim 6000 Natur och Kultur.
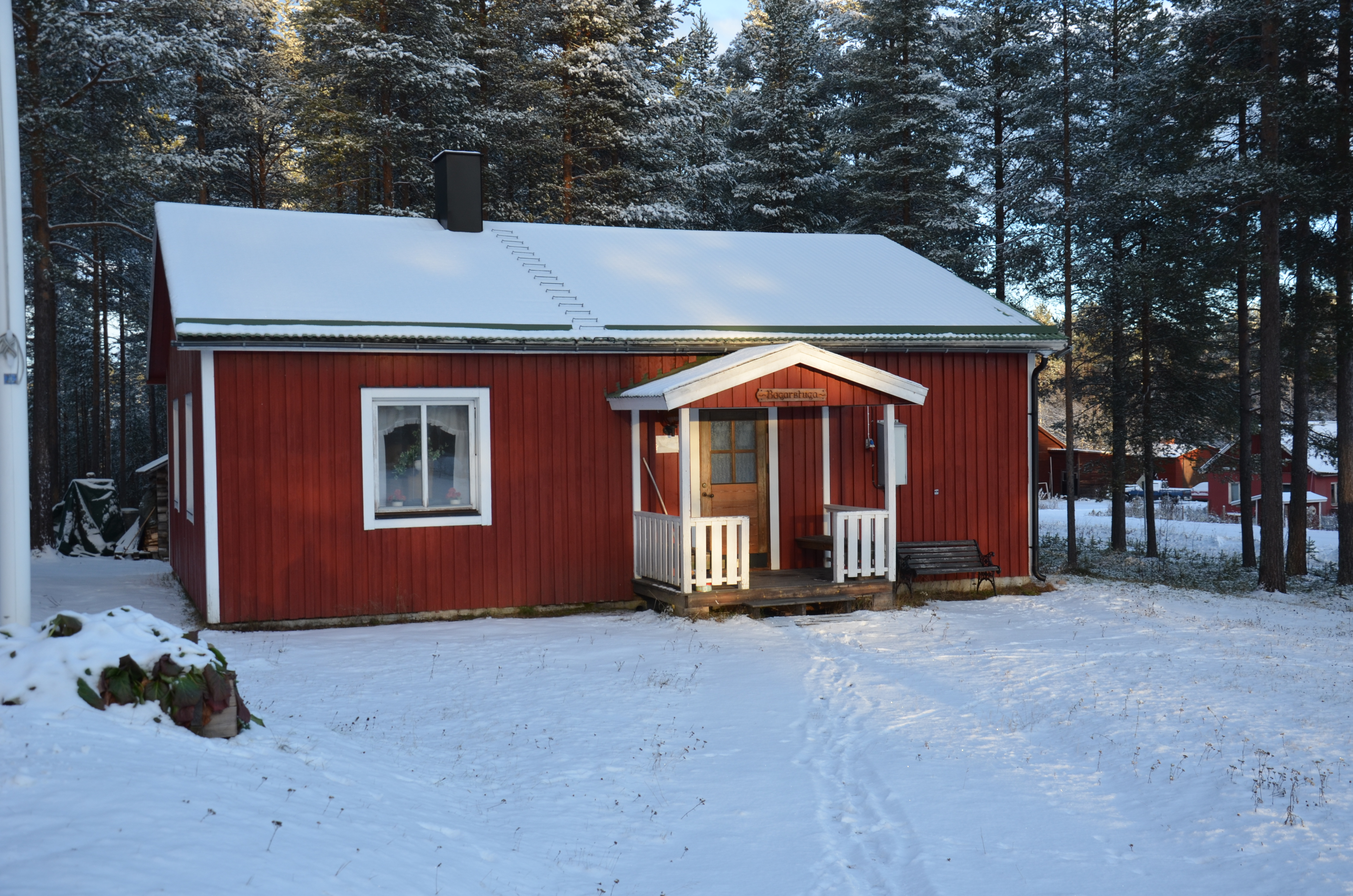
Bagarstugan vid Vuollerims hembygdsgård.
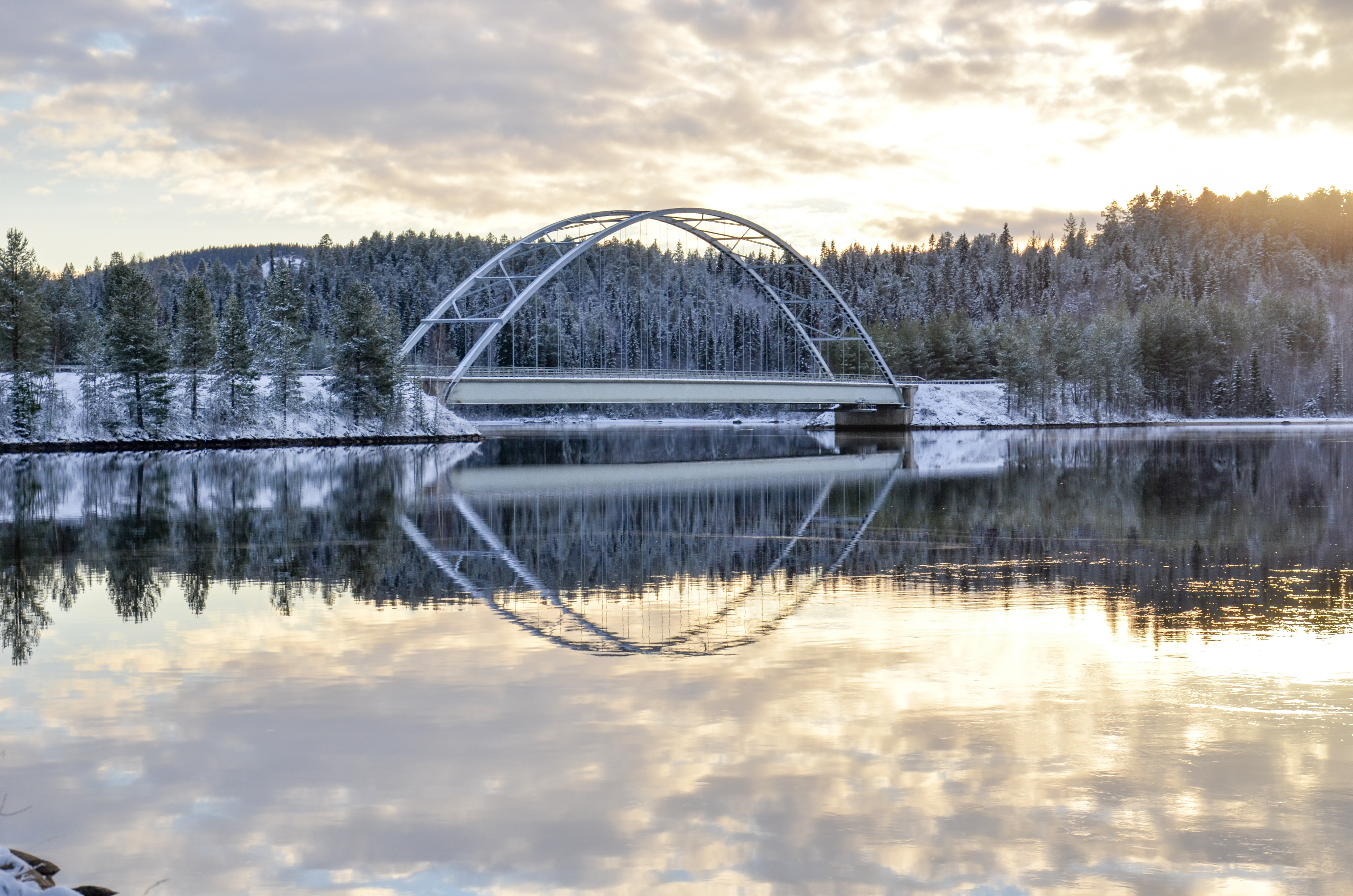
Vägbron över Luleälven vid Vuollerim.

## Personer med anknytning till orten

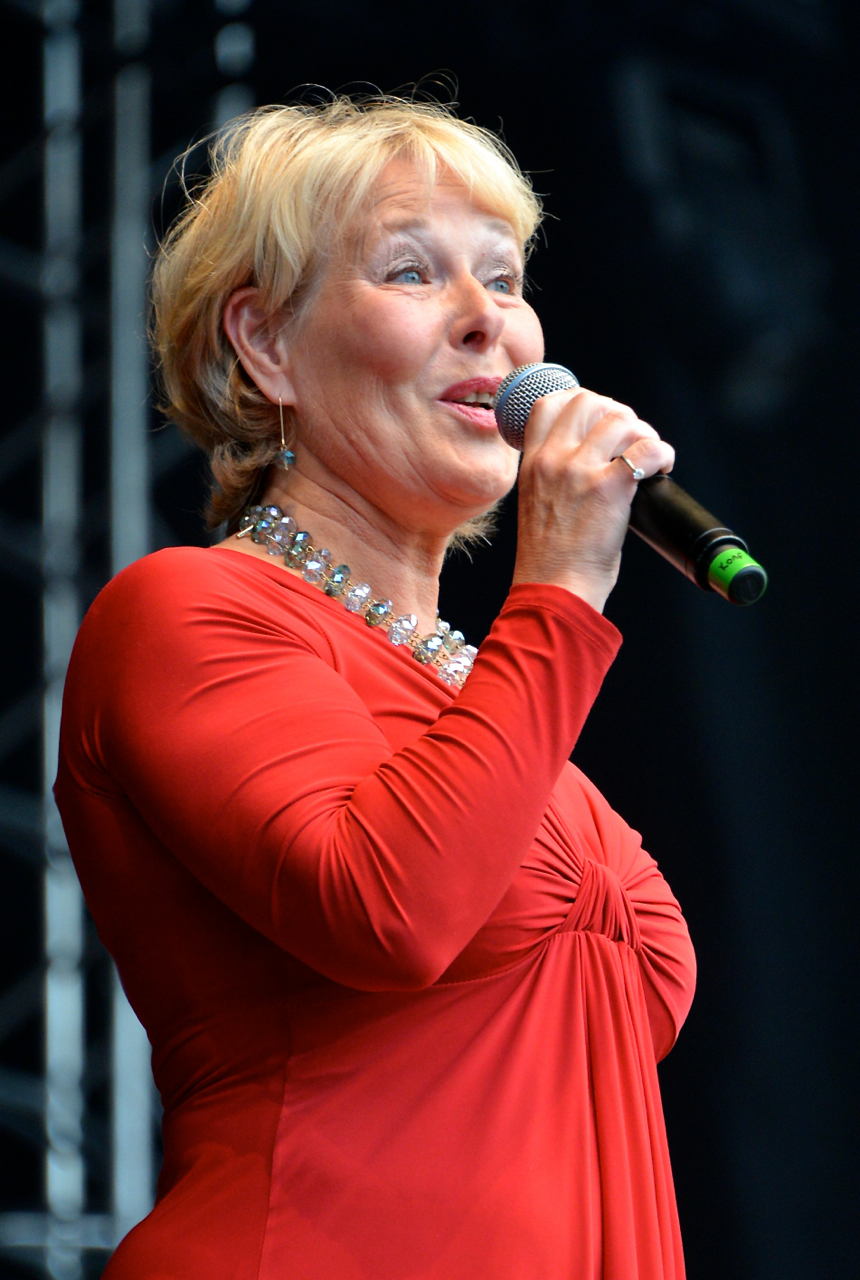
Birgitta Svendén

- Zemya Hamilton
- Jakob Hellman
- Lars-Göran Nilsson
- Jokkmokks-Jokke
- Lilian Ryd
- Birgitta Svendén